# ユキホオジロ

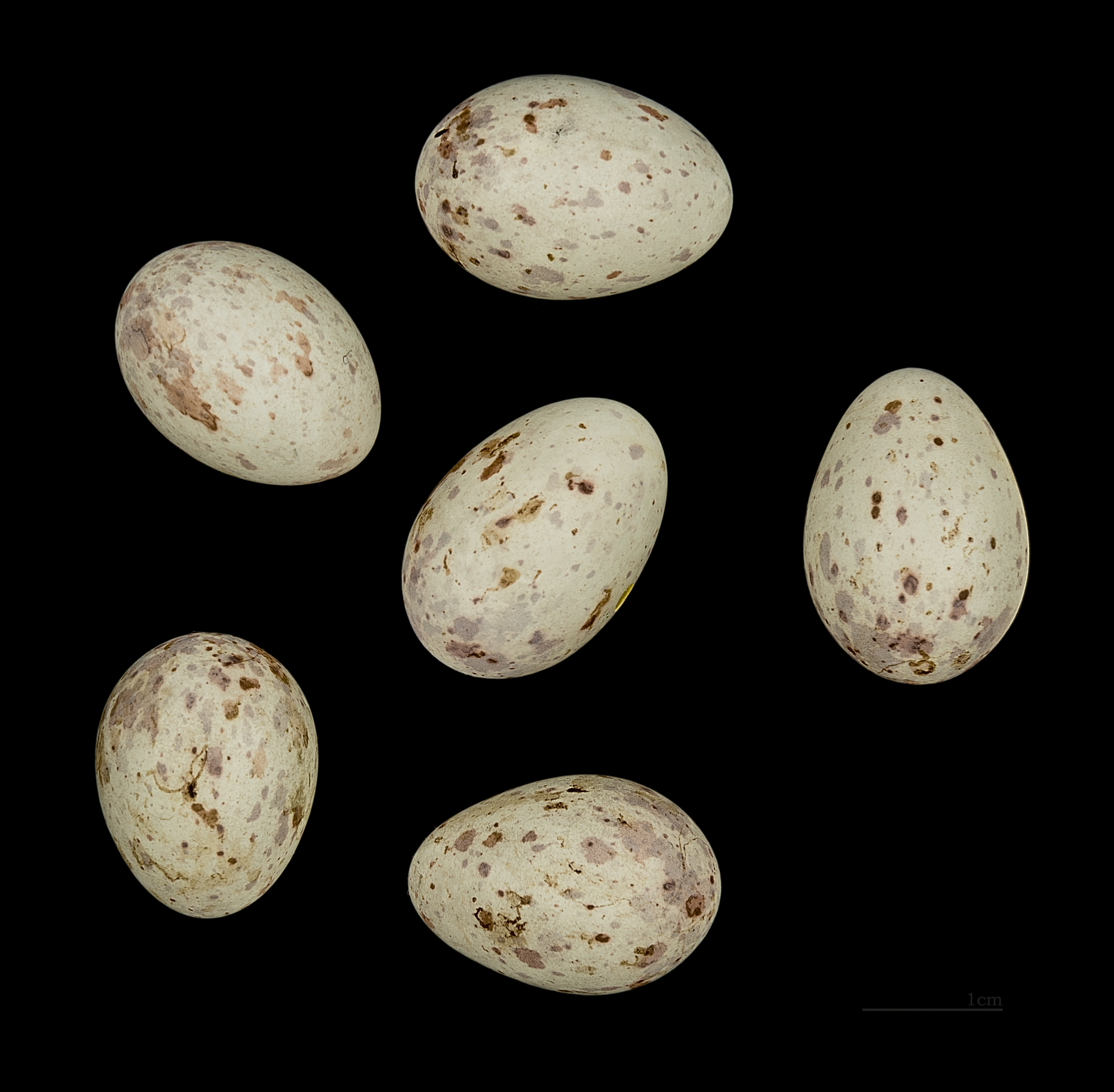
Plectrophenax nivalis

ユキホオジロ (雪頬白、学名：Plectrophenax nivalis) は、スズメ目ホオジロ科に分類される鳥類の一種である。ホオジロの仲間。
名前の由来は、白いホオジロの意。

## 分布
ユーラシア大陸から北アメリカの北極圏で繁殖し、冬季はユーラシア大陸の中緯度地帯と北アメリカ中部に渡りをおこない越冬する。
日本へは冬鳥として主に北海道に渡来するが、数は多くない。本州では、北部の日本海側の地域で少数が観察されるだけである。九州や小笠原諸島でも記録がある。ただ、日本でも沿岸部では比較的多く見られるようになった。

## 形態
全長約16cm。雄の夏羽は背中の一部と初列風切先端、小翼羽、尾羽の一部が黒い他は全身が白い。冬羽は黒かった部分が褐色味をおびる他、額から後頸、耳羽が褐色になる。雌は雄と比べて全体に褐色味が強い。

## 生態
海岸の砂丘や農耕地、荒地に生息する。非繁殖期は小さな群れを形成し行動するが、渡りの時期には大群になることもある。

## 保全状態評価
- LEAST CONCERN (IUCN Red List Ver. 3.1 (2001))